# Avon (rivière de Nouvelle-Zélande)
Pour les articles homonymes, voir Avon.
L'Avon (anglais : Avon River) est une rivière de Nouvelle-Zélande qui coule dans la région de Canterbury (Île du Sud). Elle traverse la ville de Christchurch, et débouche dans un estuaire commun avec le fleuve Heathcote.

## Géographie

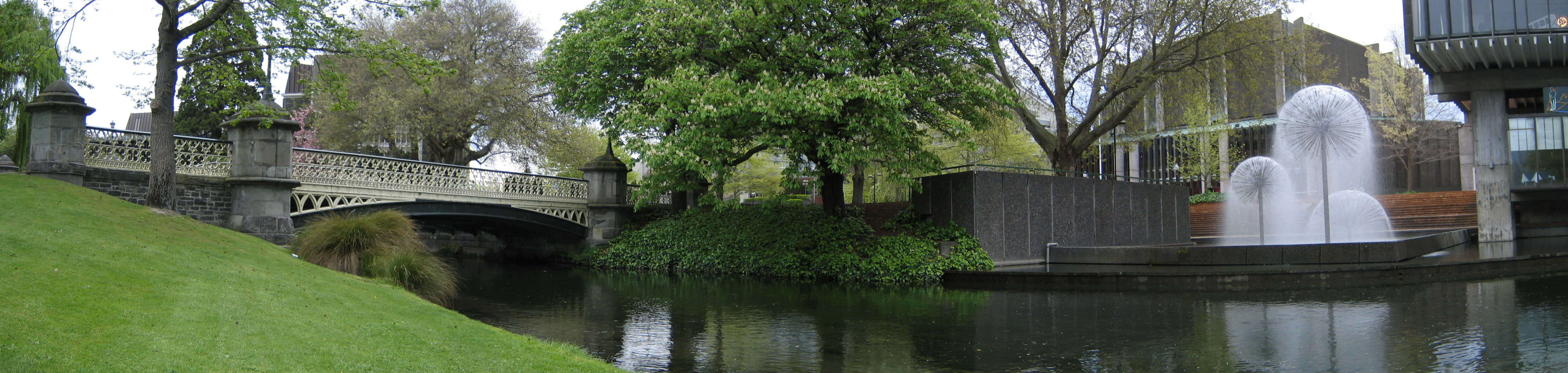
L'Avon à Victoria Square, Christchurch.

La rivière Avon suit un méandre en traversant la ville de sa source dans la banlieue ouest de la cité de Christchurch, traversant la banlieue d’Ilam, Riccarton Avonhead et Fendalton, puis à travers Hagley Park (en) et le district du Centre des affaires de Christchurch ou CBD (en).
À l’est de CBD, elle  passe à travers les localités de Avonside, Dallington, Avondale et Aranui, s’écoulant finalement  dans l’océan Pacifique via l’Estuaire d’Avon Heathcote (maori de Nouvelle-Zélande : Te Wahapū) près de la ville de Sumner.